# توم باترسون (رجل أعمال)
توم باترسون (بالإنجليزية: Tom Patterson)‏ هو شخصية أعمال أمريكي، ولد في 12 فبراير 1979.